# أوكالبتوس اجتماعي
أوكالبتوس اجتماعي (الاسم العلمي:Eucalyptus socialis) هو نوع من النباتات يتبع جنس الأوكالبتوس من فصيلة الآسية.